# Лландидно
Лланди́дно (валл. Llandudno [ɬanˈdɪdnɔ]) — морской курорт и город в городе-графстве Конуи в Уэльсе. По результатам переписи 2001 года в нём насчитывалось 20 090 жителей, включая проживающих в городках Пенрин-Бэй и Пенринсайд, приходе Лланрос, входящих в общину Лландидно.
Название города представляет собой традиционную для населённых пунктов Уэльса валлийскую конструкцию из сочетания слова llan (церковь) и имени святого-покровителя, в честь которого назывался приходской храм, в данном случае — Святого Тидно.
Лландидно расположен у основания полуострова Крейдин, на территории древнего одноимённого коммота, перед вдающимся в Ирландское море мысом Грейт-Орм. Город выступает в роли северной конечной точки дороги А470 — основной магистрали «Север-Юг» в Уэльсе, идущей до Кардиффа. Лландидно находится на «Северо-Уэльской прибрежной железной дороге», с ближайшей узловой станцией Лландидно-Джанкшен.
Поселения на территории общины Лландидно существовали с каменного века, в бронзовом веке на известняковой возвышенности Грейт-Орм располагался важнейший центр добычи меди. Письменная история населённого пункта начинается с жалованной грамоты Эдуарда I епископу Бангора Аннану в 1284 году, когда король передал последнему земли манора Гогарт, в который входили поселения: И-Гогарт (Y Gogarth) на юго-западе манора, И-Кингреаудр (Y Cyngreawdr) — на севере (с приходской церковью Святого Тидно) и Ин-Видвид (Yn Wyddfid) — на юго-востоке. В 1291 году местечко уже упоминается как Лландидно. К 1847 году население городка уже достигало 1 000 человек, большая часть которых была задействована на медном руднике.
Основной период развития города начался в 1848 году, когда архитектор Оуэн Уильямс предложил местному землевладельцу — барону Мостину, построить на болотах у пляжа курортный центр. Пример Мостина послужил толчком к превращению городка в популярное место отдыха, с 1857 по 1877 год под руководством архитектора Джорджа Фелтона центр Лландидно был значительно перестроен, была создана курортная инфраструктура. Уже к 1864 году Лландидно получило звание «Королевы уэльских курортов», которое сохраняет и по настоящее время, являясь крупнейшим центром по приёму отдыхающих в Уэльсе.

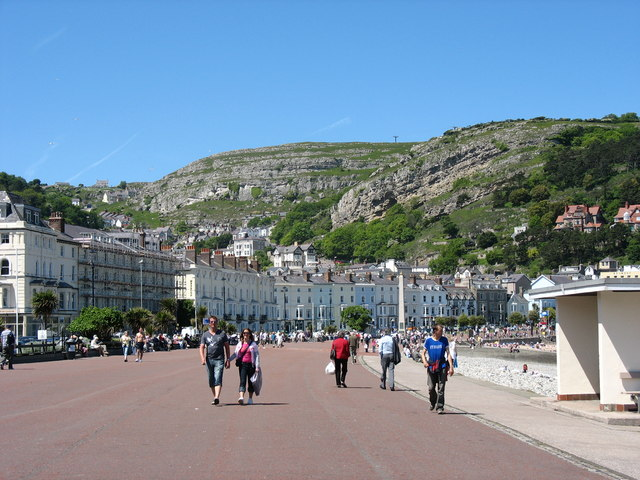
Променад, Лландидно
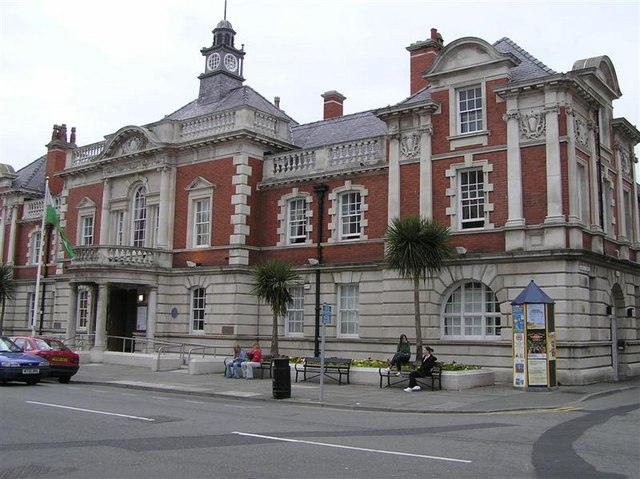
Ратуша Лландидно
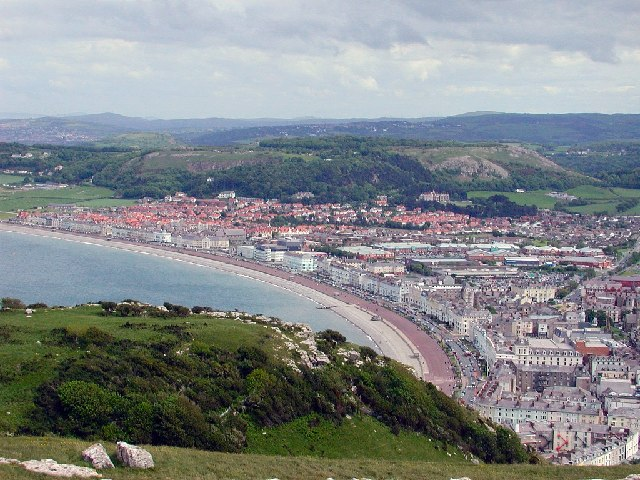
Вид на Лландидно с холма Грейт-Орм